# 콩고 공안군
콩고 공안군(프랑스어: Force Publique, 프랑스어: [fɔʁs pyblik], 네덜란드어: Openbare Weermacht)은 1885년부터 1960년까지 있었던 콩고 독립국과 벨기에령 콩고의 군대였다. 벨기에 육군 장교가 레오폴 2세의 명령에 따라 식민지에서 무장 세력을 창설하기 위해 콩고 독립국으로 파견된 후 창설되었다. 공안군은 고무 테러에 깊이 관여했으며, 콩고-아랍 전쟁, 제1차 세계 대전, 제2차 세계 대전에도 참전했다. 1960년 콩고가 벨기에 식민 통치로부터 독립한 후 1960년 7월 콩고 육군으로 이름이 변경되었다.

## 창설
공안군은 1885년 사유 식민지로 콩고 독립국을 세운 레오폴 2세가 벨기에 내무장관에게 독립국을 위한 군대를 창설하라고 명령하면서 처음 구상되었다. 그 직후인 1886년 초, 레옹 로제르 대위(벨기에 육군 카라비니에르 연대 소속)가 군대를 창설하라는 명령을 받고 콩고로 파견되었다. 몇 달 후인 8월 17일, 로제르는 "공안군 사령관"으로 승진했다. 다른 여러 벨기에 장교와 부사관도 핵심 장교단으로 독립국에 파견되었다. 공안군의 장교는 전적으로 유럽인이었다. 장교단은 벨기에 정규군과 부의 전망에 이끌리거나 단순히 아프리카 복무의 모험에 매료된 다른 국가 출신 용병들이 섞여 있었다.

## 콩고 독립국 시기

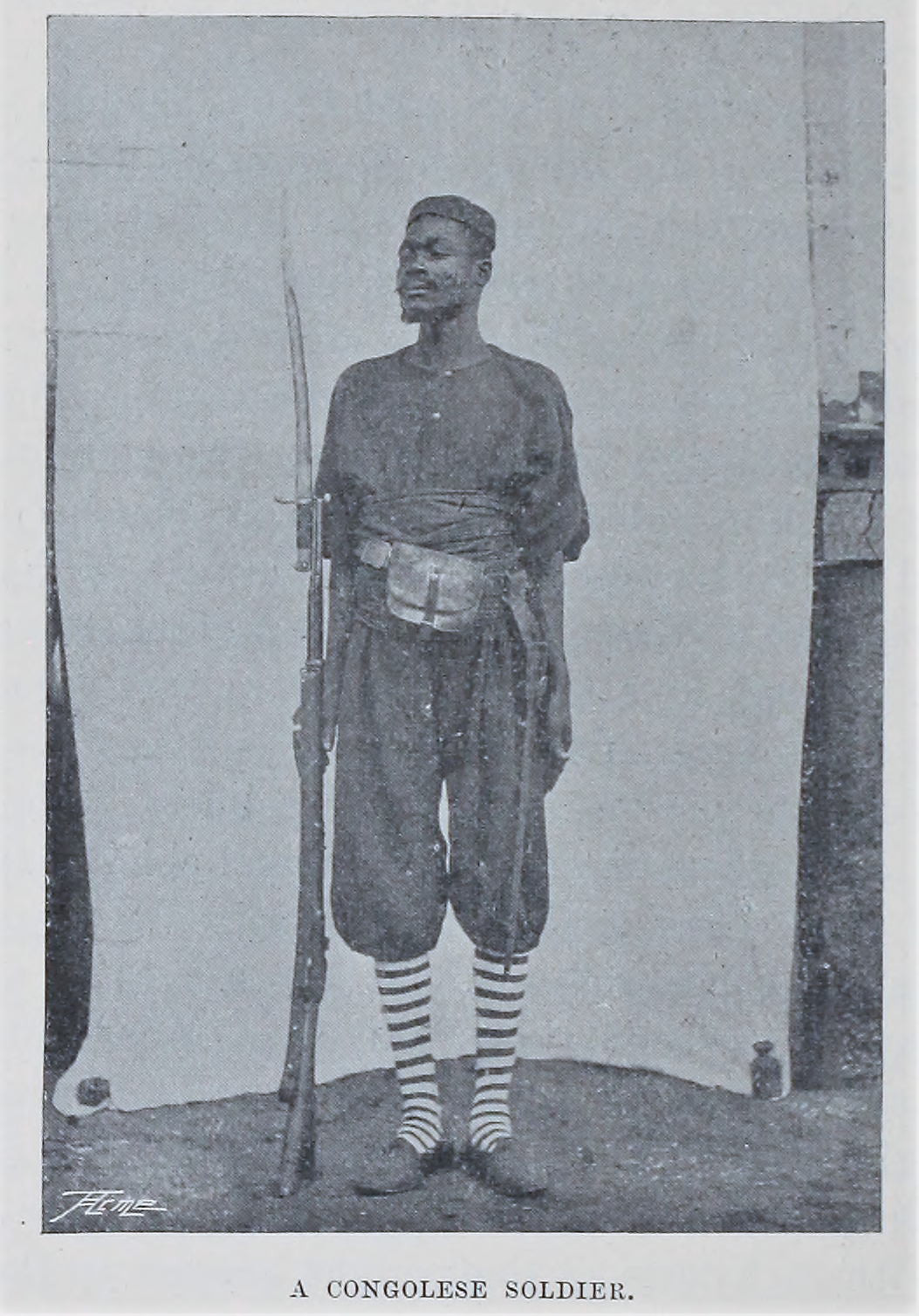
1898년 공안군 병사

공안군을 지휘하기 위해 레오폴 2세는 자원병(벨기에 육군에서 파견된 정규 장교), 용병 및 다른 유럽 국가, 특히 스칸디나비아, 이탈리아, 스위스 출신 전직 장교들을 혼합하여 구성했다. 이들에게 콩고 독립국군 내 복무는 군사 경험, 모험, 그리고 그들이 보기에 인도주의적 노력에 참여할 기회를 제공했다. 1885년부터 1908년까지 장교단은 수백 명의 벨기에인과 수십 명의 스칸디나비아인으로 구성되었으며, 그 외 다른 국가에서 모집된 소수의 인원이 있었다.
이 유럽 장교 아래에는 인종적으로 혼합된 아프리카 병사가 복무했는데, 그들은 결국 다른 유럽 식민 열강이 내세운 아스카리와 비슷해졌다. 많은 수가 상콩고의 "전사 부족"에서 모집되거나 징집되었고, 다른 수는 잔지바르와 서아프리카(하우사인) 출신 용병이었다. 공안군에게 요구된 역할은 독립국 영토 방어와 내부 평정이었다. 1890년대 공안군은 콩고-아랍 전쟁(1892년~1894년) 중 아프리카 및 아랍 노예 상인을 격파하여 수만 명의 사상자를 냈다. 1896년 수백 명의 공안군 병사로 구성된 탐험대가 콩고 독립국을 위해 르완다 왕국 영토에 진입하여 이 지역을 점령하기 위해 샹기에 진영을 세웠다. 이 작전은 샹기 전투로 절정에 달했으며, 공안군이 르완다 왕군을 상대로 큰 승리를 거두었다. 그럼에도 불구하고 공안군은 내부 문제와 독일 제국의 외교적 압력으로 인해 결국 철수했다.
시간이 흐르면서 공안군은 벨기에 장교와 콩고 원주민 병사들을 점점 더 많이 모집하고 의존하기 시작했으며, 1908년경에는 대부분의 백인과 흑인 외국인 용병이 단계적으로 축출되었다.

### 잔혹 행위
레오폴 2세 통치 하의 공안군은 "예외적으로 잔인한 군대"로 묘사되었다. 공안군의 주요 목표 중 하나는 고무 할당량 및 기타 형태의 강제 노동을 강요하는 것이었다. 현대식 무기와 하마 가죽으로 만든 채찍인 시코테로 무장한 공안군 병사는 종종 인질을 잡고 학대했다. 외국 선교사 및 영사 보고서는 공안군 병사가 장교와 부사관의 제지 없이 콩고 남녀를 채찍질하거나 강간한 여러 사례를 자세히 설명한다. 그들은 저항한다고 여겨지는 마을을 불태웠다. 공안군 병사가 전리품으로 또는 탄약이 낭비되지 않았음을 보여주기 위해, 또는 (아이들의 사지를 절단하여) 고무 농장에서 충분히 열심히 일하지 않는다고 여겨지는 부모들을 처벌하기 위해 사람의 손을 자른 증거(사진 포함)가 있다.
독립국 시기 공안군은 제도적 문제로 고통받았다. 군대 초창기에는 흑인 병사들의 반란이 여러 차례 발생했다. 1890년대 초까지 독립국 동부 대부분은 아랍 상아 및 노예 상인들의 통제하에 있었다(그러나 정부는 1890년대 중반까지 동부에 대한 통제를 재확립할 수 있었다). 독립국 시대에는 조직 문제도 만연했다. 많은 공안군 부대가 영토 내 외딴 지역에 주둔하면서 일부 장교는 군사적 문제에 집중하기보다는 사적인 경제적 목적을 위해 자신의 통제하에 있는 병사를 이용하기 시작했다. 1891년 말 기준 공안군은 장교 60명, 부사관 60명, 흑인 병사 3,500명으로 이루어져 있었다. 종종 독립국의 가장 외곽 지역에 대한 통제를 행사하는 데 우호적인 부족과 민병대를 이용했다. 1900년 기준 공안군 병력은 19,000명에 달했다.

## 벨기에령 콩고 시기

### 조직과 역할

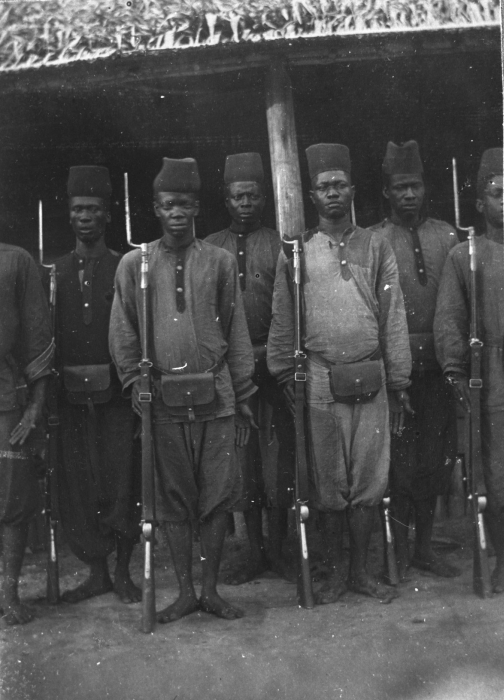
1910년 이후 공안군 병사

1908년 벨기에 정부가 독립국을 인수받은 후 신정부는 공안군을 재편성했다. 그러나 이 과정은 상당히 느렸고, 제1차 세계 대전 중에야 비로소 완료되었다. 새로운 벨기에 행정부가 이전 행정부보다 "더 계몽적"이었음에도 불구하고, 식민군 소모비용을 낮게 유지하려 노력했다. 그 결과 벨기에 임관 장교 대 아스카리(약 1대 100)의 원래 비율은 이 시기 대부분의 식민군 기준으로는 매우 낮았다. 공안군의 무기 또한 식민 행정부의 엄격한 예산 제약으로 인해 대부분 구식이었다. 대부분의 아스카리는 단발식 11 mm 알비니-브랜들린 소총으로 무장했지만, 백인 간부와 카탕가주 부대는 그보다 더 나은 마우저 Model 1889 소총을 지급받았다. 기타 소유한 무기로는 맥심 기관총, 소수의 마드센 경기관총, 노르덴펠트 4.7 cm 및 크루프 7.5 cm 대포가 있었다.
구 독립국의 군복은 제1차 세계 대전까지 공안군에서 계속 사용되었다. 벨기에 장교는 1914년 후반까지 흰색 군복을 입었고, 아스카리의 파란색 군복(목과 앞쪽 개구부 주변에 빨간색 테두리), 빨간색 페즈 및 새시는 1915년부터 1917년 사이에 일련의 변화를 거쳐 단계적으로 폐지되었다. 이후 장교와 아스카리는 다양한 카키색 군복을 입었다.

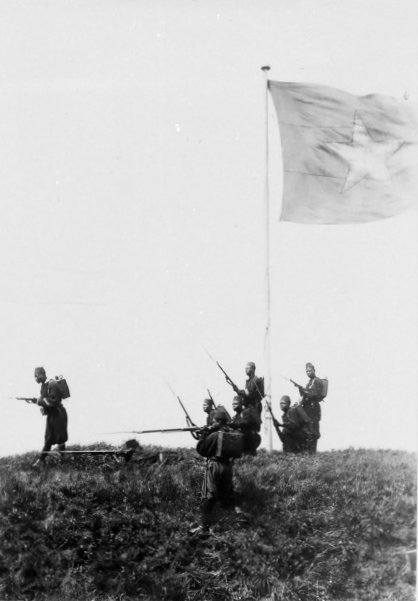
1928년의 공안군

공안군은 각각 225명에서 950명 사이의 병력으로 구성된 21개의 독립중대(원래는 번호가 매겨져 있었지만 나중에는 이름으로만 알려짐)와 포병 및 공병 부대로 조직되었다. 전체 병력은 12,100명 이상이었다. 중대는 아루위미, 방갈라, 하콩고주, 카테락츠, 에카퇴르, 이투리 임시 행정구, 카사이 지방, 쾅고주, 마이은돔베호, 루알라바 지방, 룰롱고, 마크라카스, 마쿠아-보모칸디, 퐁티에르빌, 루비, 루지지강-키부호, 보요마 폭포, 스탠리풀, 우방기강, 우엘레-빌리에 배치되었다. 또한 2,400명 이상의 신병 훈련소 6개가 있었다.
공안군을 구성하는 각 중대는 결국 600명 이상으로 늘어났다. 그 구성 단위인 분견대는 너무 넓게 분산되어 있어 군대가 실제적인 군사적 가치를 가지지 못했다. 오히려 이 하위 부대의 대부분은 일정한 위치에 소규모 수비대를 구성하여 지역 치안 기능을 수행했다. 각 행정중대는 150명으로 구성된 마르슈 중대를 편성할 예정이었다. 각 마르슈 또는 야전중대는 4명의 벨기에 장교와 부사관, 그리고 100명에서 150명의 아스카리로 구성될 예정이었다. 원칙적으로 중대는 2개 또는 3개의 50명 소대로 구성되었다. 3개의 마르슈 대대를 편성하기에 충분한 중대가 있어야 했다. 8명의 콩고 병사가 부사관으로 승진했다.
카탕가 부대 2,875명은 6개 중대(4개 마르슈 중대와 2개 보병 중대) 외에 자전거 중대와 대대 본부를 포함하는 반자율적인 군대를 구성했다.
마지막으로, 콩고강 어귀의 보마에 있는 신카카사 요새를 관리하는 포병 및 공병 중대(Compagnie d'Artillerie et de Génie)가 있었다. 요새에는 200명의 병력이 관리하는 8문의 160mm 포가 있었으며, 동등한 규모의 보조 병력도 있었지만, 전쟁 중에는 거의 또는 전혀 복무하지 않았다.

### 제1차 세계 대전

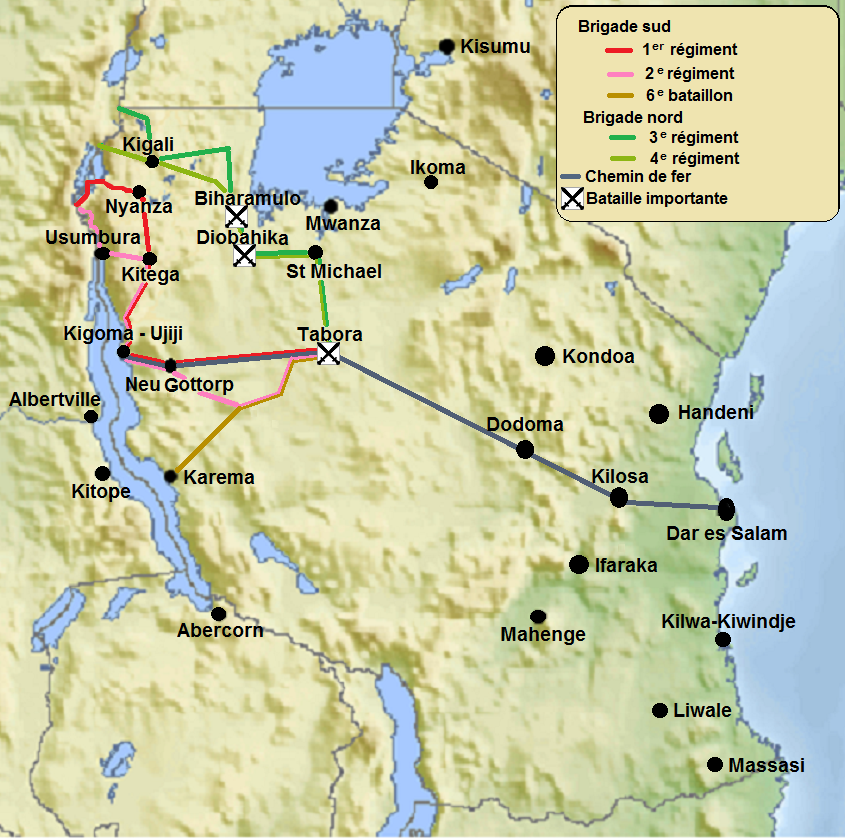
동아프리카 전역 중 공안군의 1916년 작전 지도

1914년, 카탕가 중대를 포함한 공안군은 약 17,000명의 아스카리와 178명의 백인 장교, 235명의 백인 부사관으로 구성되었다. 대다수는 주로 경찰 역할을 하는 포스트(poste)라고 불리는 작은 일정한 수비대에 복무했다. 제1차 세계 대전이 발발하자 카탕가 부대는 북로디지아와 벨기에령 콩고 동부 국경 지역에서의 군사 복무를 위해 대대(Ie, IIe, IIIme)로 조직되었다. 공안군은 소규모 부대들로부터 또 다른 대대를 조직할 수 있었는데, 원래는 IIIe라고 불렸으나 카탕가 IIIme 대대와의 혼동을 피하기 위해 11e로 변경되었다.
제1차 세계 대전(1914년~1918년) 기간 확장된 공안군은 동아프리카 전역에 참여해 독일령 카메룬과 독일령 동아프리카(탄자니아, 르완다, 부룬디)에서 독일 식민군과 싸웠다. 공안군은 전장에서 뛰어난 활약을 펼쳐 영국과 포르투갈 동맹국뿐만 아니라 독일 적군으로부터도 존경을 받았다.

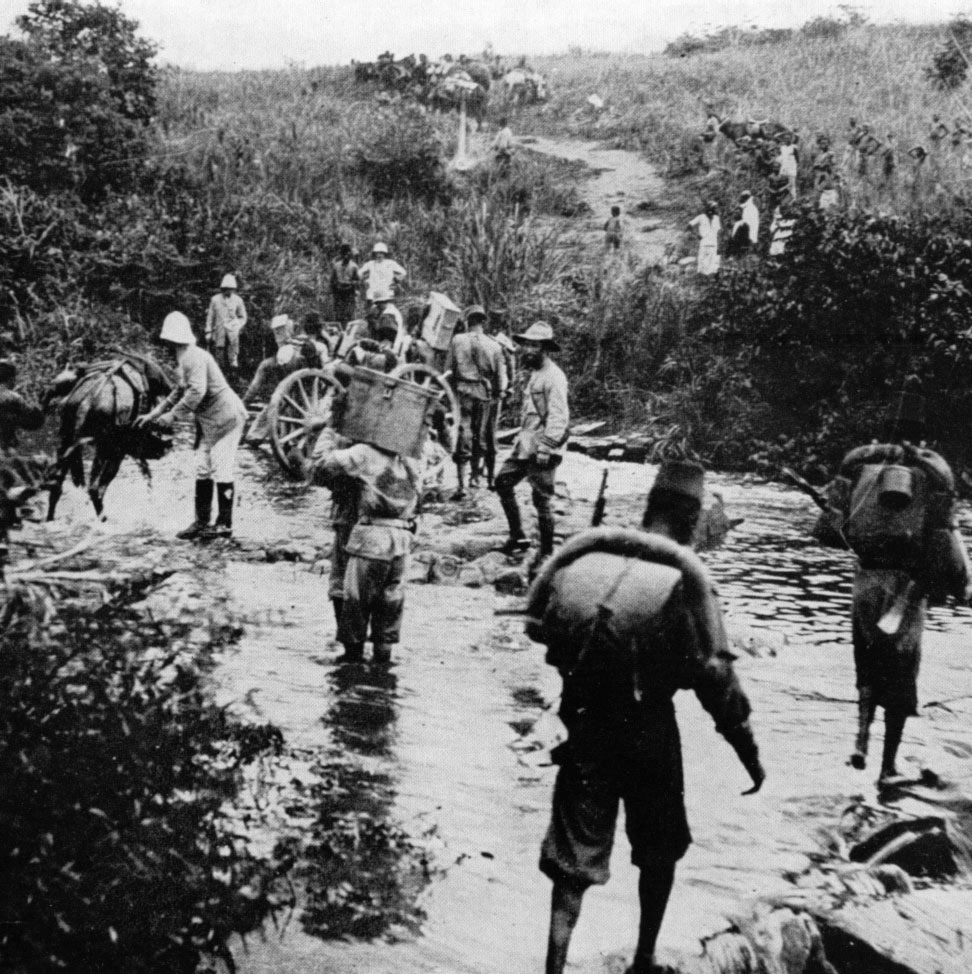
제1차 세계 대전 중 독일령 동아프리카에 주둔한 공안군 부대

1916년부터 공안군은 3개의 기동부대(여단), 키부, 루지지, 탕가니카 부대로 확장하여 1914년의 고정 수비대 및 경찰 병력에서 총 15개 대대를 구성했다. 그러나 공안군이 독일령 동아프리카에 대한 대규모 공세를 위한 준비를 마치는 데는 1915년 후반까지 걸렸다. 연합국인 대영 제국과 벨기에는 독일 식민지에 대한 협동 공격을 시작했다. 1916년까지 공안군의 벨기에 사령관 샤를르 톰뵈르 중장은 지역 운반자들의 지원을 받는 15,000명의 군대를 조직하여 키갈리로 진격했다. 키갈리는 1916년 5월 6일에 점령되었다. 우룬디에 주둔한 독일군은 벨기에군의 수적 우세로 후퇴할 수밖에 없었고, 1916년 6월 17일에 르완다-우룬디를 완전 점령했다. 공안군과 영국 호수군은 중앙 독일령 동아프리카의 행정 중심지인 타보라를 점령하기 위한 공세를 시작했다. 군대는 격렬한 전투 끝에 9월 19일 타보라를 점령했다. 1916년 9월 타보라 전투 당시 약 25,000명이 무장 상태였고, 전쟁 중 그들의 작전은 260,000명 이상의 지역 운반자의 지원을 받았다. 1916년, 톰뵈르는 벨기에 점령 동아프리카 영토의 군정장관이 되었다. 1917년 마헹게 공세와 마헹게 점령 이후, 벨기에령 콩고 군대는 독일령 동아프리카의 약 3분의 1을 통제했다.

### 전간기
제1차 세계 대전 이후, 베르사유 조약에 명시된 대로 독일은 이전 독일령 동아프리카의 서부 지역 "통제권"을 벨기에에 양도해야 했다. 1924년 10월 20일, 현대의 르완다와 부룬디로 구성된 르완다-우룬디(1924년~1945년)는 국제연맹의 위임통치령이 되어 벨기에 행정부 아래로 들어갔으며, 부줌부라가 수도가 되었다.
1919년 5월 10일, 벨기에 식민 행정부는 공안군을 두 개 역할로 공식적으로 재편성하는 법령을 발표했다. 트루프스 캄페(troupes campées)는 국경을 지키고 외부의 침략으로부터 식민지를 보호하는 임무를 맡았고, 트루프스 엔 서비스 테리토리알레(troupes en service territoriale)는 내부 치안 유지 임무를 맡았다. 치안을 유지하는 대대는 각 주의 주도에 배치되었고, 중대는 각 지구 본부에 주둔했다.

### 제2차 세계 대전

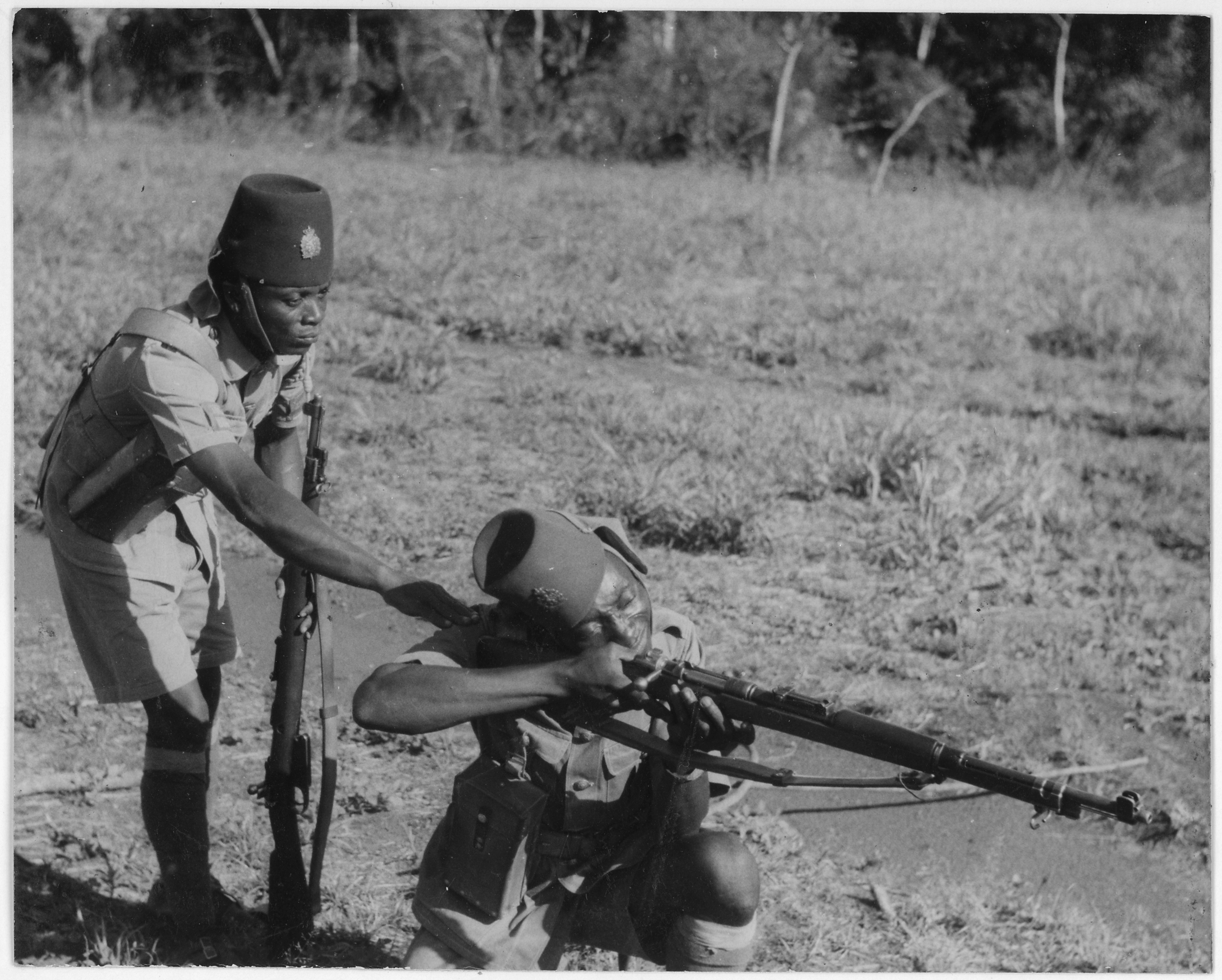
1943년경 공안군 병사 두 명

1940년 5월 28일 벨기에가 나치 독일에 항복한 후, 피에르 릭망스 총독은 식민지가 연합군 편에서 계속 싸울 것이라고 결정했다. 벨기에가 점령되자 벨기에령 콩고의 자유 벨기에군이 연합군에 기여한 바는 주로 연합국에 구리, 텅스텐, 아연, 주석, 고무, 면화 등을 공급하는 경제적 역할이였다. 이미 전쟁 전에도 신콜로브웨 광산의 우라늄이 뉴욕으로 운송되었고, 이는 나중에 맨해튼 프로젝트에서 히로시마시에 투하될 원자폭탄 생산에 사용되었다. 군사적 기여 또한 중요했다. 공안군은 전쟁 중 4만 명으로 증강되어 3개 여단, 강군 및 지원 부대로 편성되었다. 이들은 동아프리카 전역에서 이탈리아군과 싸우고 서아프리카와 중동에서 수비대 역할을 수행하기 위해 분견대를 파견했다.
1940년 말, 공안군 제11대대는 앵글로-이집트 수단의 영국군에 배속되었다. 공안군 제3여단과 제11대대(5,700명)는 콩고를 거쳐 수단을 통해 이탈리아령 동아프리카의 아비시니아 전역에 참전했다. 이 부대는 거의 저항 없이 아소사와 감벨라를 점령했고, 1941년 6월 8일 사이오에서 이탈리아군을 포격했다. 퇴로가 차단된 이탈리아군은 1941년 7월 7일 오귀스트에두아르 질리아르 장군에게 항복했는데, 여기에는 피에트로 가체라 장군과 아르코노발도 보나코르시 백작을 포함한 9명의 장군, 370명의 장교, 2,574명의 부사관, 1,533명의 원주민 병사가 포함되었다. 약 2,000명의 추가 비정규군 병력은 본국으로 송환되었다. 공안군은 동아프리카 전역에서 약 500명의 병력을 손실했는데, 그중 4명은 벨기에인이었다.
공안군은 이후 라고스를 거쳐 포르 라미와 수단을 통해 카이로로 이어지는 육로를 개척하는 데 도움을 주었다. 1942년에서 1943년 사이에 원정군 13,000명이 나이지리아로 파견되었다. 이 병력 중 9,000명은 이집트와 팔레스타인에서 복무했다. 이들은 1944년 말에 실제 작전 없이 벨기에령 콩고로 귀환했다.
또한 공안군은 제10 벨기에 콩고 야전 병원을 전투 지역으로 파견했다. 1941년부터 1945년까지 토마스 의무 대령의 지휘 아래 약 350명의 콩고인과 20명의 벨기에인이 아비시니아, 소말릴란드, 마다가스카르, 버마에서 영국 의료단과 협력했다. 특히 버마의 상친뒨에서 인도 제33군단과 함께 복무하면서 그 가치를 증명했다. 이들은 동아프리카 제11사단에 배속되었다. 정글 전투의 혼란 속에서 벨기에 의료 부대는 한 번은 전선 부대보다 앞에 있음을 알아챘다. 이 사건은 나중에 영국 장교들이 전투 부대를 더 큰 노력("병원도 더 잘할 수 있다")으로 동기를 부여하는 데 사용되었다.

### 후기 벨기에 통치
1940년 말, 공안군 본부는 군의 항공 지원 필요성을 인식하고, 징발된 민간 항공기를 장비하여 레오폴드빌의 은돌로 공항에 기지를 둔 공안군 항공대(Aviation militaire de la Force Publique, Avimil)를 창설했다. 이 부대를 위해 구매한 첫 번째 항공기는 1940년 10월 9일에 취역한 드 해빌랜드 DH.85 레오파드 모스였다.

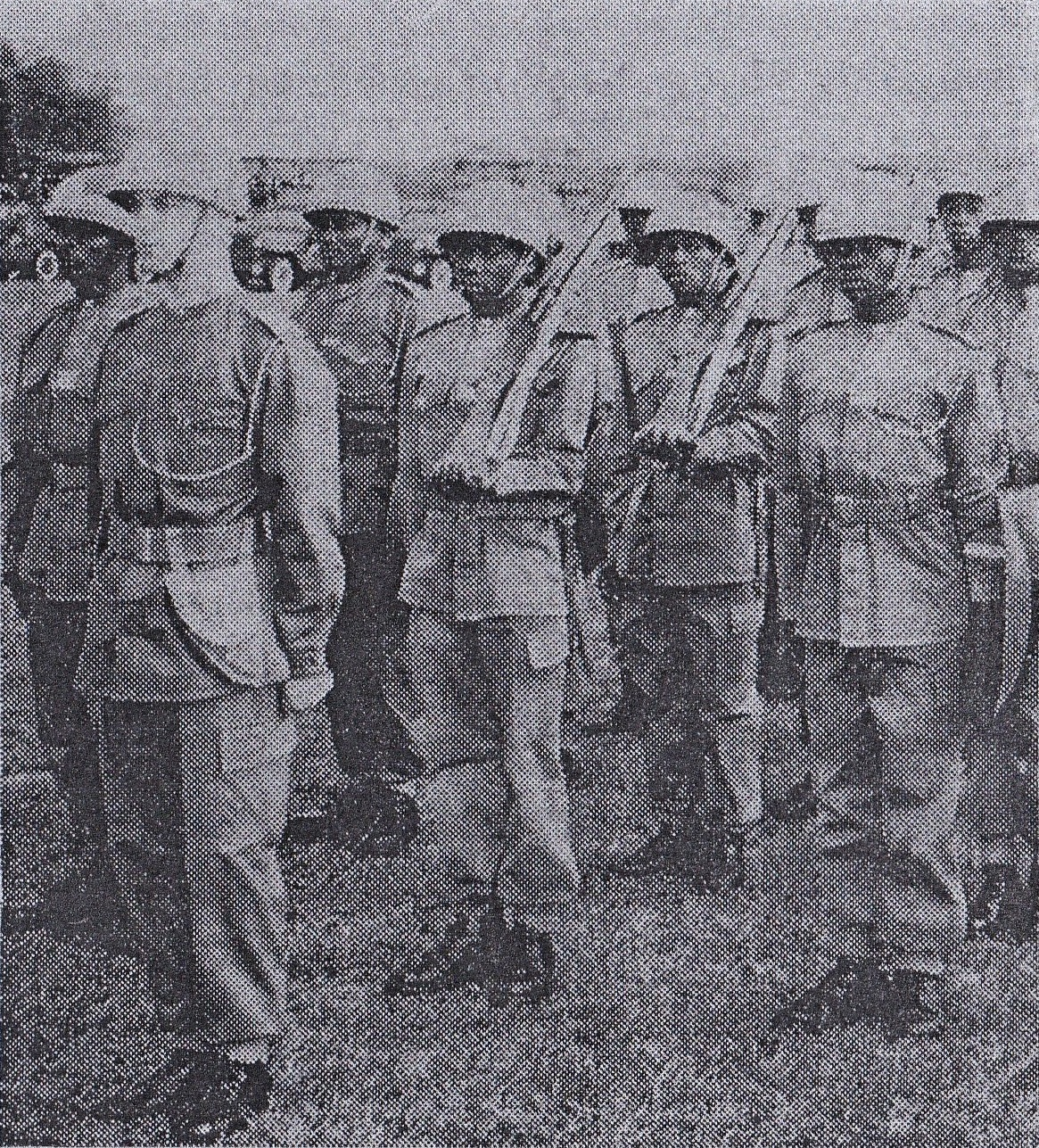
1959년 레오폴드빌에서 창설된 국가 헌병대

벨기에 통치 기간 내내 공안군은 군사 및 경찰 역할을 계속 수행했으며, 치안 유지를 담당하는 지역 부대와 영토 방어를 담당하는 기동부대(전쟁 중에는 '통합 야영군'으로 알려짐)로 나뉘었다. 1944년 룰루아부르에서 제14대대의 반란이 있었다.
1945년, 공안군 기동 부대는 보병 6개 대대(스탠리빌의 제5대대, 왓사의 제6대대, 룰루아부르의 제8대대, 루망가보의 제11대대, 엘리자베스빌의 제12대대, 레오폴드빌의 제13대대), 3개 정찰 부대, 군사 경찰 부대, 티스빌에서 아직 건설 중인 캠프 하디에서 훈련 중인 여단, 4개의 해안 방어 포, 그리고 2대의 드 해빌랜드 DH.104 도브를 포함한 소규모 항공 부대로 구성되었다.

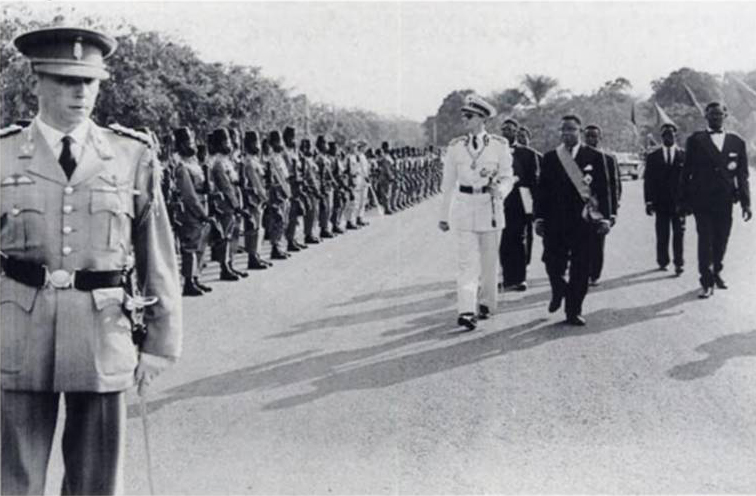
1960년 6월 29일, 벨기에 통치 마지막 전날 보두앵 국왕이 공안군을 사열하고 있다.

1945년부터 1960년까지 벨기에는 공안군을 자신들이 경찰 업무를 수행하는 사람들로부터 분리된 독립체로 계속 조직했는데, 신병들은 부족이 섞인 부대에서 복무했고 각 중대의 4분의 1 이상이 자신들이 복무하는 주 출신이 아니었다. 엄격하게 훈련되고 통제된 공안군은 그 깔끔한 외모로 벨기에령 콩고 방문객에게 깊은 인상을 주었지만, 벨기에 장교들이 장려한 분리주의 문화는 1960년 식민 행정의 외부 제약이 해제되었을 때 잔혹하고 무제한적인 행동으로 이어졌다. 악명 높은 시코테는 1955년에야 폐지되었다. 벨기에 정부는 식민지 시대 말기까지 콩고인 장교 훈련에 아무런 노력을 기울이지 않았으며, 독립 전 벨기에 군사 학교에는 약 20명의 아프리카인 사관생도만이 있었다. 별도의 국가 헌병은 1959년에 공안군 지역 서비스 병력에서 조직되었다. 1959년 7월까지 총 40개 중대와 28개 소대의 국가 헌병이 창설되거나 훈련 중이었다.
1960년 공안군은 각 2개 주를 담당하는 3개의 집단으로 구성되었다. 루이-프랑수아 반데르스트라텐에 따르면 제1집단은 카탕가주의 엘리자베스빌에 본부를 두었다. 제2집단은 레오폴드빌과 에카퇴르를 담당했다. 스탠리빌에 본부를 둔 대령이 지휘하는 제3집단은 키부와 동부주(PO)의 공안군 부대를 통합했다. 이 집단은 보병 3개 대대(각각 약 800명), 왓사의 제6대대(1960년 뢰테낭 콜로넬 메르크스 지휘), 국가 헌병 2개 대대(각각 약 860명), 정찰 비행대(지프, 트럭, 장갑 M8 그레이하운드 차량 및 병력 약 300명), 수송 중대, 군사 경찰 중대(약 100명), 중박격포 소대, 전투 공병 중대, 로칸두의 훈련 센터로 구성되었다.

### 조직
반데르스트라텐은 1960년 7월 공안군의 배치를 다음과 같이 보고했다.

1956년 공안군의 분포를 보여주는 지도

- 레오폴드빌주: 공안군 본부(프랑스어: FP QG), 제2집단 본부, 제13보병대대, 레오폴드빌 내의 제15국가헌병대대, 티스빌의 제4여단(제2, 3보병대대 포함), 제2정찰 비행대, 보마의 하부 강 방어 본부(EM Défense du Bas-Fleuve 또는 EM DBF), 3개의 독립 국가헌병중대와 6개 독립 국가헌병소대. EM DBF는 아마도 1945년에 위에 나열된 남은 해안포를 지휘했을 것이다.
- 에카퇴르주: 코킬라트빌의 제4국가헌병대대 본부, 이레부의 제2훈련소(17 OSO, 1214 GS), 3개의 독립 국가헌병중대, 4개의 독립 국가헌병소대. 주 내 총 인원 추정치는 장교 및 부사관(OSO) 46명과 병사(GS) 2239명이었다.
- 동부주: 스탠리빌의 제3집단 본부, 제5보병대대, 제16국가헌병대대, 왓사의 제6보병대대, 곰바리의 제3정찰 비행대, 3개의 독립 국가헌병중대와 4개의 독립 국가헌병소대. 주에 승인된 총 인원 추정치는 OSO 150명과 GS 3456명이었다.
- 키부주: 로칸두의 제3훈련소(17 OSO 및 1194 GS), 루망가보의 제11보병대대, 부카부의 제7국가헌병대대 본부, 부카부의 2개 국가헌병중대, 2개의 독립 국가헌병중대, 4개의 독립 국가헌병소대. 주에 승인된 총 인원 추정치는 OSO 76명과 GS 2870명이었다.
- 카탕가주: 엘리자베스빌의 제1집단 본부, 제12보병대대, 제10국가헌병대대, 1개 군사경찰중대, 집단물류부대. 콩골로의 제1훈련소(17 OSO 및 1194 GS), 콜웨지의 제1근위대대와 대공포대, 자도빌의 제1정찰비행대. 주에 승인된 총 인원 추정치는 OSO 142명과 GS 4438명이었다.
- 카사이주: 룰루아부르의 제9국가헌병대대와 제8보병대대.

독립 직전 공안군의 총 병력은 콩고 정규 병사 및 부사관 22,403명, 유럽인 부사관 599명, 유럽인 장교 444명이었다.

### 사령관

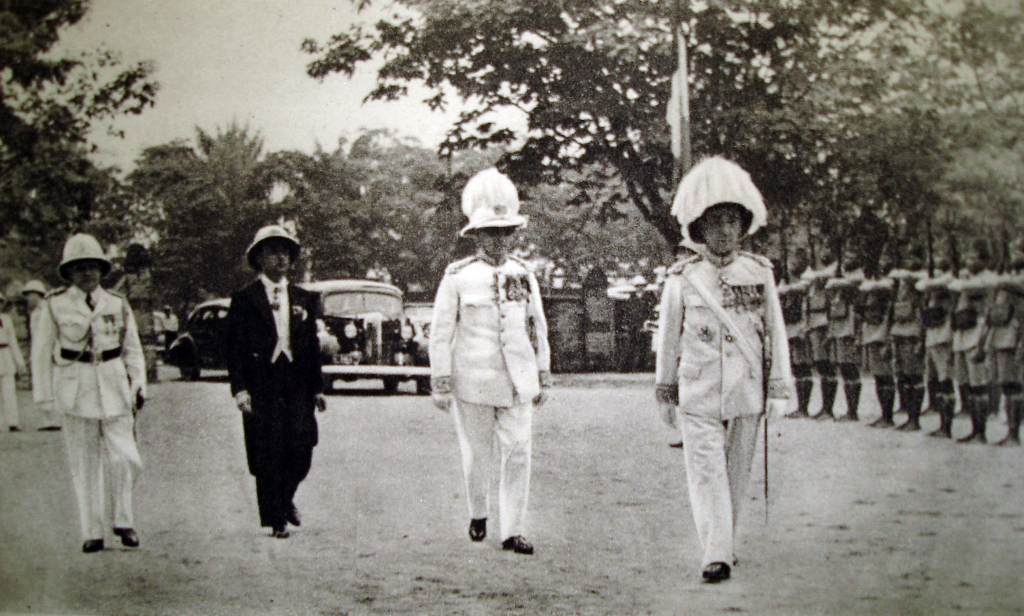
피에르 릭망스 벨기에령 콩고 총독 각하가 1938년 레오폴드빌의 알베르 1세 국왕 기념비 제막식에서 공안군 부대를 사열하고 있다.

공안군 수립부터 해체까지 지휘했던 15명의 사령관은 다음과 같다.
- 루이 파테르노스터 중령, 1907년 5월~1907년 12월
- 조제프 고민스 대령, 1908년 5월~1909년 5월
- 알베릭 브뤼넬 대령, 1909년 5월~1911년 3월
- 오귀스트 마르샹 중령/대령, 1911년 3월~1916년 1월
- 샤를르 톰뵈르 소장, 1916년~1918년 5월
- 필리프 몰리토르 소장, 1918년~1920년 4월
- 프레데릭-발데마르 올센 중령/대령, 1920년~1924년 8월
- 폴 에르멘스 대령/소장, 1925년~1930년 7월
- 레오폴드 드 코닝크 소장, 1930년 7월~1932년 7월
- 오귀스트 세르베 대령, 1932년~1933년 11월
- 에밀 엔킨 대령/소장, 1935년 4월~1939년 11월
- 오귀스트 질리아르 중령/대령, 1939년 11월~1940년 12월
- 폴 에르멘스 중장, 1940년 12월~1944년 8월
- 오귀스트 질리아르 소장/중장, 1944년 8월~1954년
- 에밀 얀센스 소장, 1954년~1960년 7월

## 독립 이후
1960년 7월 5일, 벨기에로부터 독립한 지 5일 후, 레오폴드빌의 공안군 주둔 병력은 백인 장교들(여전히 완전한 지휘권을 가지고 있었음)에 대항하여 반란을 일으키고 수많은 유럽인 및 콩고인 목표물을 공격했다. 반란의 직접적인 발단은 레오폴드빌 외곽의 기지 병사 식당에서 공안군을 지휘하는 벨기에 장군이 독립이 병사의 지위나 역할에 어떤 변화도 가져오지 않을 것이라고 말한 부적절한 연설이었다고 보고되었다. 에밀 얀센스 중장의 의도는 지속적인 규율과 명령에 대한 복종의 필요성을 강조하는 것뿐이었을지 모르지만, 독립 기념 행사 동안 질서 유지의 요구에 동요하고 새로운 자유의 혜택에서 배제될까봐 두려워하는 병사들에게 미친 영향은 재앙적이었다. 반란 발발은 콩고에 여전히 거주하는 약 10만 명의 벨기에인 및 기타 유럽인 민간인과 관리 사이에 두려움을 불러일으켰고, 새로운 정부가 자국 군대를 통제할 수 없음을 증명함으로써 정부의 신뢰를 무너뜨렸다. 예를 들어, 룰루아부르의 백인 공동체는 벨기에 육군 공수부대의 구출 작전이 있기 전까지 3일 동안 임시 요새에 포위되어 있었다.
이 폭력 사태는 곧 벨기에가 자국민의 안전을 확보하기 위한 명목으로 콩고에 군사 개입을 하게 만들었다(이전 룰루아부르 개입은 명령에 반하는 것이었다). 이러한 병력의 재진입은 벨기에의 지원을 요청하지 않았기 때문에 새로운 국가의 주권에 대한 명백한 침해였다.
얼마 후인 7월 8일 캠프 레오폴드에서 열린 콩고 신정부 장관들의 비상 회의 후, 공안군은 콩고 육군(콩고 육군 (ANC))으로 이름이 변경되었고, 그 지도부는 아프리카화되었다.
이로 인해 시작된 일련의 사건들은 결국 공안군 전 상사였다가 파트리스 루뭄바 총리가 임명한 콩고 육군 참모총장 조제프 모부투(모부투 세세 세코)가 권력을 장악하고 독재적인 도둑정치를 수립하는 결과를 낳았다. 모부투 정권은 1997년 5월까지 집권했다.

## 항공 부대
독립 전, 공안군 항공대(Avi / 또는 Avimil, Aviation militaire de la Force publique)는 주로 레오폴드빌의 은돌로 공항에 기지를 두었다. 항공대의 역할은 승객, 의료품 및 기타 물품의 운송뿐만 아니라 연결 비행 및 정찰 임무를 수행하는 것이었다. 1944년부터 1960년까지 다음의 비무장 항공기 및 헬리콥터를 사용했다.
- 스탐페 베르통헨 SV 7-4B (V-40에서 46)
- 에어스피드 옥스포드 Mk.I AS.10 6 (A-21에서 26)
- 에어스피드 컨설 AS.65 6 (C-31에서 36)
- 드 해빌랜드 DH.104 도브 12기 (D-10에서 22)
- 드 해빌랜드 DH.114 헤론 2 1기 (OO-CGG)
- 시코르스키 H-19D 2기 (S-41 및 42)
- 시코르스키 S-55 2기 (S-43 및 44)
- 쉬드 에비에이션 알루에트 II SE.3130 (아르투스트) 3기 (A-51에서 53)
- 파이퍼 L-18C 슈퍼 컵 3기 (P-61에서 63)

1960년 6월 30일 독립 당시 항공대는 새로 독립한 콩고 공화국 정부의 통제하에 놓였고, 1960년 7월 20일까지 임무를 계속했다. 이 날 콩고 주둔 벨기에군 사령관은 비콩고인 인원과 작전 항공기('des appareils en état de vol')를 카미나의 벨기에 기지에 집결하도록 명령했다. 8월 23일 이들은 엘리자베스빌로 기지를 이전했고 8월 26일에는 분리주의 카탕가국에 공식적으로 인계되었다.

## 이전 구성원

### 장교
- 에드워드 A. 버크
- 린지 버크
- 루이 나폴레옹 샬탱
- 카미유 코킬라트
- 알렉상드르 델콤뮌
- 프랜시스 다니스
- 폴 에르멘스
- 레오폴드 드 코닝크
- 오귀스트-에두아르 질리아르
- 에밀 얀센스
- 핀 켈스트룹
- 크리스티안 뢰켄
- 마티외 펠저
- 토르레이브 뢴
- 레온 롬
- 피에르 릭망스
- 샤를르 톰뵈르
- 에드몽 반 데르 메르쉬
- 기욤 반케르크호번

### 병사
- 루이 보보조
- 이삭 칼론지
- 다니엘 칸자
- 저스틴 코콜로
- 빅토르 쿠모리코
- 빅토르 룬둘라
- 조제프 마쿨라
- 조제프-데지레 모부투
- 알베르 쿤유쿠 - 마지막 생존 벨기에 콩고인 참전용사

## 같이 보기
- 콩고 민주 공화국군
- 1940년~1945년 아프리카 전쟁훈장
- 아카이브 아프리카 (벨기에) - 공안군 관련 기록 보존소

## 참고 문헌
- Abbott, Peter (2009) [1st pub. 2002]. 《Armies in East Africa 1914–18》 8판. 옥스포드: 오스프레이 출판사. ISBN 9781841764894.
- Abbott, Peter (2014). 《Modern African Wars (4) Congo 1960–2002》. 옥스포드: 오스프레이 출판사. ISBN 978-1-78200-076-1.
- Des Forges, Alison (2011). 《Defeat Is the Only Bad News: Rwanda under Musinga, 1896–1931》. Madison, Wisconsin: University of Wisconsin Press. ISBN 978-0299281441.
- 아담 혹스차일드: King Leopold's Ghost: A Story of Greed, Terror and Heroism in Colonial Africa, Houghton Mifflin Company 1998
- 루이-프랑수아 반데르스트라텐, De la Force Publique à l'armée nationale congolaise : Histoire d'une mutinerie, 벨기에 왕립 아카데미, 브뤼셀, Impression decidee le 18 avril 1983, 613 p. + pl. ISBN 2-8031-0050-9.
- Osterhammel, Jürgen (2015). 《The Transformation of the World: A Global History of the Nineteenth Century》. 번역 Patrick Camiller. 프린스턴 (뉴저주); 옥스포드: 프린스턴 대학교 출판부. ISBN 978-0691169804.
- Strizek, Helmut (2006). 《Geschenkte Kolonien: Ruanda und Burundi unter deutscher Herrschaft; mit einem Essay über die Entwicklung bis zur Gegenwart》 [증여된 식민지: 독일 통치하의 르완다와 부룬디; 현재까지의 발전에 대한 에세이] (독일어). 베를린: Ch. Links. ISBN 978-3-86153-390-0.
- Sonck, Jean-Pierre (April 2001). 《L'Aviation Coloniale Belge (1940–1941)》 [벨기에 식민 항공 (1940–1941)]. 《Avions: Toute l'Aéronautique et son histoire》 (프랑스어). 17–22쪽. ISSN 1243-8650.
- Sonck, Jean-Pierre (May 2001). 《L'Aviation Coloniale Belge (1940–1941)》. 《Avions: Toute l'Aéronautique et son histoire》 (프랑스어). 54–56쪽. ISSN 1243-8650.
- Thomas, Martin (2012). 《Violence and Colonial Order: Police, Workers and Protest in the European Colonial Empires, 1918–1940》. Cambridge University Press. ISBN 9781139576550.

## 추가 자료
- 브라이언트 쇼, Force Publique, Force Unique: The Military in the Belgian Congo 1914–1939 박사 학위 논문, 위스콘신 대학교, 1984
- 'Lisolo Na Bisu: Notre histoire: le soldat congolais de la FP 1885–1960,' 왕립 군사 역사 박물관, 브뤼셀, 벨기에, ISBN 2-87051-049-7, 2010